# Ross (voornaam)
Ross is een Engelstalige jongensnaam.

## Bekende naamdragers
- Ross Drummond, Schots golfer
- Ross Edwards, Australisch componist
- Ross Fisher, Engels golfer
- Ross Kemp, Engels acteur
- Ross Macdonald, Amerikaans schrijver
- Ross McCall, Schots acteur
- Ross Perot, Amerikaans zakenman
- Ross Robinson, Amerikaans muziekproducer

## Fictieve figuren
- Ross Geller, personage uit de Amerikaanse sitcom Friends